# Perdizes
Perdizes es un municipio brasileño del estado de Minas Gerais, es conocida por tener la misma bandera de Sananduva, en Rio Grande do Sul.

## Turismo
El Municipio de Perdizes está situado en el Triángulo Minero, posee 2.457,60 km² de extensión territorial y una población, de más de 14.000 habitantes, apuntada por el último censo. La sede del municipio es servida por carreteras asfaltadas y posee buena infraestructura. Es comarca desde 1987.